# 한창희
한창희(韓昌熙, 1954년 5월 1일~)는 대한민국의 정치인, 언론인이다. 현 시사뉴스 주필이다.
2004년 대한민국 재보궐선거를 통해 제31대 충주시장에 당선되었으며 2006년에 치러진 제4회 전국동시지방선거에서 충주시장 재선에 성공했다.

## 학력
- 1966년 용원국민학교 졸업
- 1969년 충주중학교 졸업
- 1973년 청주고등학교 졸업
- 1980년 고려대학교 정치외교학 학사

## 전과
- 공직선거법위반: 벌금 1,500,000원 - 2006년 4월 17일 선고[1]
- 정보통신망이용촉진및정보보호등에관한법률위반: 벌금 1,000,000원 - 2009년 9월 11일 선고[1]

## 역대 선거 결과
|  | 35.30% |

|  | 36.85% |

|  | 40.1% |

|  | 60.15% |

|  | 23.77% |

|  | 43.02% |

|  | 29.60% |